# 日本音声学会
日本音声学会（にほんおんせいがっかい、英語: The Phonetic Society Of Japan (PSJ)）は、日本の学術研究団体の一つ。

## 概要
1926年10月2日設立。学術研究団体としての種別は単独学会である。
言語学のみならず、文学、心理学、教育学など幅広い分野を学術研究領域とし、諸言語の音声に関する研究を促進し、その研究の教育的・実際的応用の展開に資し、会員相互の連絡提携を図ることを目的としている。

## 沿革
- 1926年 - 音声学協会発足。
- 1935年 - 日本音声学協会に改称。
- 1949年 - 日本音声学会に改称。

## 刊行物

### 音声研究
- 誌名（和文）：音声研究
- 誌名（欧文）：Journal of Phonetic Society of Japan
- 創刊年：1926
- 資料種別：ジャーナル（査読付き論文を含む）
- 使用言語：日英混在
- 発行形態：印刷体、その他電子体
- 著作権帰属先：学会
- クリエイティブコモンズ：定めていない
- 購読：有料